# Беїле-Херкулане
Беїле-Херкулане (рум. Băile Herculane) — місто у повіті Караш-Северін в Румунії. Адміністративно місту також підпорядковане село Печинішка (населення 623 особи, 2002 рік).
Місто розташоване на відстані 295 км на захід від Бухареста, 62 км на південний схід від Решиці, 134 км на південний схід від Тімішоари, 126 км на північний захід від Крайови.

## Населення
За даними перепису населення 2002 року у місті проживали 6019 осіб.
Національний склад населення міста:
| Національність | Кількість осіб | Відсоток |
| -------------- | -------------- | -------- |
| румуни         | 5834           | 96,9%    |
| цигани         | 67             | 1,1%     |
| угорці         | 51             | 0,8%     |
| німці          | 28             | 0,5%     |
| чехи           | 18             | 0,3%     |
| серби          | 7              | 0,1%     |
| хорвати        | 5              | 0,1%     |
| українці       | 3              | < 0,1%   |
| євреї          | 2              | < 0,1%   |
| італійці       | 1              | < 0,1%   |

Рідною мовою назвали:
| Мова       | Кількість осіб | Відсоток |
| ---------- | -------------- | -------- |
| румунська  | 5914           | 98,3%    |
| угорська   | 39             | 0,6%     |
| німецька   | 24             | 0,4%     |
| чеська     | 16             | 0,3%     |
| циганська  | 15             | 0,2%     |
| сербська   | 7              | 0,1%     |
| українська | 2              | < 0,1%   |
| хорватська | 1              | < 0,1%   |

Склад населення міста за віросповіданням:
| Релігія                                       | Кількість осіб | Відсоток |
| --------------------------------------------- | -------------- | -------- |
| православні                                   | 5730           | 95,2%    |
| римо-католики                                 | 135            | 2,2%     |
| баптисти                                      | 52             | 0,9%     |
| греко-католики                                | 28             | 0,5%     |
| п'ятдесятники                                 | 27             | 0,4%     |
| реформати                                     | 18             | 0,3%     |
| бретрени                                      | 6              | 0,1%     |
| мусульмани                                    | 4              | 0,1%     |
| атеїсти                                       | 4              | 0,1%     |
| юдеї                                          | 2              | < 0,1%   |
| адвентисти                                    | 1              | < 0,1%   |
| лютерани (Синодально-пресвітеріанська церква) | 1              | < 0,1%   |

## Зовнішні посилання
- Дані про місто Беїле-Херкулане на сайті Ghidul Primăriilor [Архівовано 7 квітня 2012 у Wayback Machine.]